# Plunge pool (landvorm)

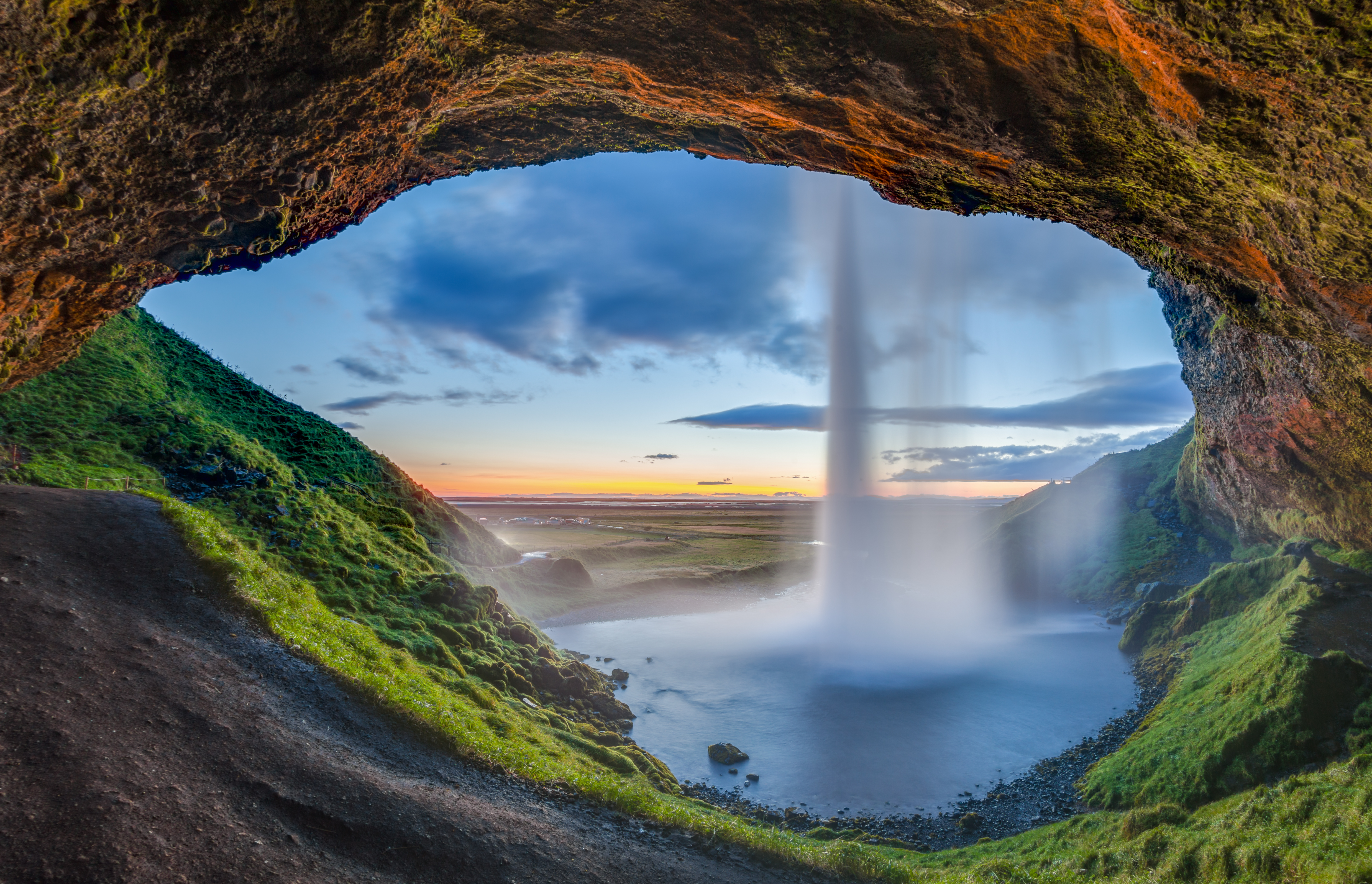
De plunge pool van de Seljalandsfoss, een waterval in het zuiden van IJsland.

Met een plunge pool bedoelt men in de geowetenschappen de depressie in het bed van de waterloop aan de voet van een waterval. Soms wordt een plunge pool ook wel eens een watervalbad of dompelbad genoemd. Het is een fluviatiele landvorm die meestentijds voorkomt in de rivierlandschappen van de bovenloop van rivieren. Zeer grote plunge pools noemt men soms watervalmeren.

## Ontstaan

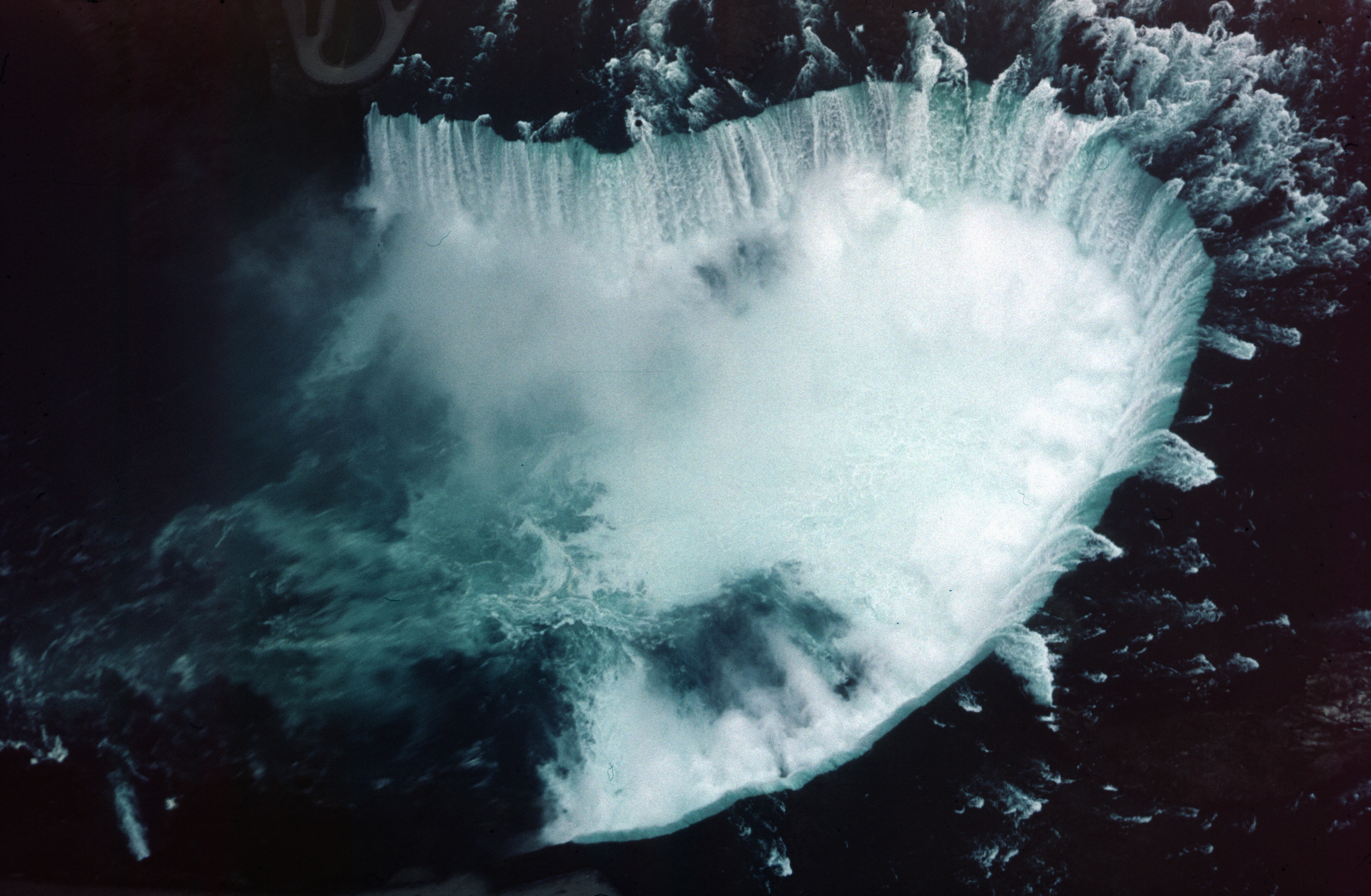
Een luchtfoto van de plunge pool van de Horseshoe Falls, een onderdeel van de Niagarawatervallen in de VS.

Plunge pools worden gevormd door de erosiekracht van het voortdurend vallende water van een waterval, en het erosiemateriaal (zoals keien) dat dit met zich mee kan brengen. De depressie ontstaat op de plek in de bedding van de rivier of beek waar het water van de waterval langdurig op neervalt. Onder hoge watervallen vormen zich over het algemeen relatief diepere plunge pools. Ook hangt de waterdiepte van een plunge pool af van het type gesteente of moedermateriaal waaruit de bedding bestaat op de plaats waar het water van de waterval neerstort.
Niet onder elke waterval is een plunge pool aanwezig. Dit kan onder andere komen doordat een voormalige plunge pool gevuld is geraakt met sediment (dikwijls afkomstig van rotsen). Soms kunnen menselijke ingrepen er de oorzaak van zijn dat de plunge pool onder een waterval ontbreekt.